# Nasrallah Pierre Sfeir
Nasrallah Pierre Sfeir (Reyfoun, 15 de maio de 1920 - Beirute, 12 de maio de 2019) foi um cardeal libanês católico de rito maronita e foi líder da Igreja Maronita.
Desde 27 de abril de 1986, após a resignação do Cardeal Antônio Pedro Khoraish, foi o Patriarca de Antioquia sob o título oficial de "Sua Beatitude e Eminência o septuagésimo-sexto Patriarca de Antioquia e Todo o Levante".